# Hur ljuvligt det är att möta
Hur ljuvligt det är att möta är en psalm av Kirsten D Hansen Aagarrd från 1871 som översattes av Jakob Byström 1903 och bearbetades av Catharina Broomé 1984. 
Musiken komponerades av Sophie Dedekam före 1845.

## Publicerad som
- Nr 3 i Kom (sångbok) 1930, under titeln "Hvor dejlig det er å möte".
- Nr 301 i Den svenska psalmboken 1986, 1986 års Cecilia-psalmbok, Psalmer och Sånger, Segertoner 1988 och Frälsningsarméns sångbok.